# Provincia de Satakunta
Satakunta (en sueco: Satakunda, en latín: Finnia Septentrionalis o Satagundia) es una provincia histórica de Finlandia. Limita con las provincias históricas de Finlandia Propia, Tavastia y Ostrobotnia, y también con el golfo de Botnia.
La histórica Satakunta está situado en las áreas de las regiones modernas de Satakunta y en la mayor parte de Pirkanmaa, también pequeñas áreas de Finlandia Central y Ostrobotnia del Sur.
Hoy, alrededor de 760,000 personas viven en el área. Las ciudades más grandes del área son Tampere, Pori, Rauma, Nokia, Ylöjärvi y Sastamala.

## Historia

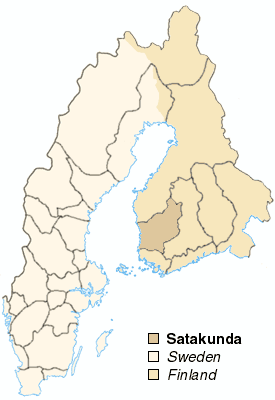
Satakunta como provincia de Suecia.

El área se habió poco después del retiro de los hielos de la última glaciación (véase Sammallahdenmäki). En 500 aC, la costa del golfo de Botnia estaba a unos 35 km de su ubicación actual. Desde entonces, la retirada ha sido muy marcada, la corteza se eleva unos 30 cm por siglo bajo el efecto de la isostasia. La provincia se fundó en el siglo X y se cree que comerciaba con los vikingos (tal como la provincia de Finlandia Propia). La costa fue colonizada por los suecos desde el siglo XII. Pori fue fundada en 1558 en la desembocadura del Kokemäenjoki. Solo 50 años después se convirtió por poco tiempo en la tercera ciudad más poblada de Finlandia. En ese momento, la provincia de Satakunta se extendía no solo por la región actual sino también por la parte principal de Pirkanmaa (mucho menos poblada).
Con la invasión de Suecia, la zona gradualmente entró en su dominio y se convirtió en una provincia próspera. La consecuencia de estar en la costa fue que muchos suecos se establecieron allí, pero con el tiempo (como fue el caso en los territorios del sur), se olvidaron del idioma y las costumbres suecas.
En 1649, la provincia se fusionó con la de Turku, luego, un poco más tarde, las zonas orientales se unen a Häme. En los tiempos modernos, fue parte hasta la reforma de 1997 de la provincia de Turku y Pori. En 2010 la redistribución administrativa en regiones y la división del suroeste de Finlandia (Varsinais-Suomi) resucita el antiguo nombre de Satakunta.